# 宋蔭培
宋蔭培，雲南省臨安府石屏州人，清朝政治人物、同進士出身。
光緒六年（1880年），参加庚辰科殿試，登進士三甲第8名。同年五月，著分部學習。